# Cañizar del Olivar (kommun)
Cañizar del Olivar är en kommun i Spanien.   Den ligger i provinsen Provincia de Teruel och regionen Aragonien, i den östra delen av landet, 260 km öster om huvudstaden Madrid. Antalet invånare är 110.